# 市川勉
市川 勉（いちかわ べん、1949年8月12日 - ）は、俳優、声優。東京都出身。東京俳優生活協同組合所属。血液型はA型。体重62kg。

## 出演

### テレビドラマ
NHK
- 山河燃ゆ（1984年） - 坂井技師 役
- 真田太平記（1986 - 1987年） - 林孫平次 役
- 腕におぼえあり 第2シリーズ（1992年） - 店の者
- 義経（2005年） - 根井行親 役

日本テレビ
- 太陽にほえろ!
  - 第262話「誇り高き刑事」（1977年）
  - 第296話「ミスプリント」（1978年）
  - 第373話「疑わしきは」（1979年）
  - 第434話「ある誘拐」（1980年）
  - 第452話「山さんがボスを撃つ!?」（1981年）
  - 第494話「ジプシー刑事登場!」（1982年）
  - 第501話「ある巡査の死」（1982年）
  - 第545話「さらば! ジプシー」（1983年）
  - 第596話「戦士よ 翔べ!」（1984年）
  - 第644話「七曲署全員出動・狙われたコンピューター」（1985年）
  - 第673話「狼の挽歌」（1985年）
  - 太陽にほえろ! part2 第1話「悪魔のような女」（1986年）
- 事件記者チャボ! 第13話「チャボが怒ったらこわいぞ…」（1984年） - 記者2
- 金田一少年の事件簿 第4話「金田一少年の殺人」（1996年） - 鴨下あきら 役
- サイコメトラーEIJI（1996年） - パイ刑事 役
- ハルモニア この愛の涯て（1998年） - 池田山指導員
- 火曜サスペンス劇場
  - 盲人探偵・松永礼太郎（1994年）
  - 監察医・室生亜季子（2000年） - 会田道夫 役

TBS
- うちの子にかぎって…（1985年） - 手塚満夫 役
- ジューン・ブライド 第2章「お下がりの女」(1995年)
- 理想の上司 第9話（1997年）- 林和男 [1]
- サラリーマン金太郎（1999年） - 上司
- 四谷くんと大塚くん/天才少年探偵登場の巻（2004年）

フジテレビ
- 金曜女のドラマスペシャル
  - 松本清張の黒い画集・紐（1985年）

テレビ朝日
- スーパー戦隊シリーズ
  - 秘密戦隊ゴレンジャー（1977年） - 隊員
  - 大戦隊ゴーグルファイブ（1982年） - 記者
- ロボット110番（1977年）
- ニュードキュメンタリードラマ昭和 松本清張事件にせまる（1984年）
- 人妻捜査官（1984年）
- 法医学教室の事件ファイル 第1シリーズ（1992年）
- 特捜ロボ ジャンパーソン（1993年） - 東博士 役
- はみだし刑事情熱系 第3シリーズ（1998年） - 蛭間教頭 役
- はぐれ刑事純情派（2002年） - 徳山和樹 役
- 相棒（2002年） - 教頭
- 土曜ワイド劇場
  - 帝銀事件 大量殺人・獄中32年の死刑囚（1980年）
  - 実年素人探偵とおんな秘書の名推理（1986年）

毎日放送
- 仮面ライダーBLACK RX（1988年） - 的場響子の父 役

### 映画
- マルタイの女（1997年）